# Макдорманд, Фрэнсис
Фрэ́нсис Луи́за Макдо́рманд (англ. Frances Louise McDormand; урождённая Синтия Энн Смит англ. Cynthia Ann Smith; род. 23 июня 1957, Гибсон-Сити, Иллинойс, США) — американская актриса театра, кино, телевидения и озвучивания, продюсер. Лауреат четырёх премий «Оскар» (1997, 2018 и 2021 — дважды: как актриса и продюсер), а также премии «Тони» (2011), двух премий BAFTA (2018, 2021), «Золотой глобус» (2018, 2021), «Эмми» (2015), четырёх премий Гильдии киноактёров США (1997, 2015, 2018 — дважды) и трёх премий «Независимый дух» (1997, 2007, 2018). Председатель жюри 54-го Берлинского кинофестиваля. Будучи женой режиссёра и сценариста Джоэла Коэна, Макдорманд снялась во многих фильмах братьев Коэнов, таких как «Просто кровь» (1984), «Воспитывая Аризону» (1987), «Фарго» (1996), принёсший ей премию «Оскар» за «Лучшую женскую роль», «Человек, которого не было» (2001) и «После прочтения сжечь» (2008).
Актриса трижды номинировалась на премию «Оскар» за лучшую женскую роль второго плана за роли в фильмах «Миссисипи в огне» (1989), «Почти знаменит» (2000) и «Северная страна» (2006). Среди других значимых картин с её участием — «Короткие истории» (1993), «Первобытный страх» (1996), «Любовь по правилам и без» (2003), «Королевство полной луны» (2012).
В 1984 году Фрэнсис Макдорманд дебютировала на Бродвее, с ролью в пьесе «Проснись и пой!». В 1988 году она была номинирована на премию «Тони», за роль Стеллы Ковальски в пьесе «Трамвай „Желание“», после чего она долго не играла в бродвейских постановках, вернувшись только в 2008 году. Её первая после возвращения роль в обновлённой версии пьесы «Деревенская девушка», принесла номинацию на премию «Драма Деск», а в 2011 году актриса получила премию «Тони», за роль в спектакле «Хорошие люди» по пьесе Дэвида Линдси-Эбера. В 2018 году, за роль Милдред Хейз в фильме «Три билборда на границе Эббинга, Миссури», Фрэнсис Макдорманд была удостоена множества наград, в их числе премии «Оскар», BAFTA, «Золотой глобус» и премии Гильдии киноактёров США.

## Ранние годы и образование
Фрэнсис Макдорманд родилась 23 июня 1957 года в Гибсон-Сити, штат Иллинойс, и была названа Синтией Энн Смит. В возрасте полутора лет она была удочерена парой уроженцев Канады — Норин и Верноном Макдормандами, изменившими ей имя на Фрэнсис Луизу. Норин работала медсестрой, Вернон был пастором церкви учеников Христа. Сама Фрэнсис полагает, что её биологической матерью могла быть одна из прихожанок церкви Вернона. В семье было ещё два приёмных ребёнка: Дороти, позже ставшая капелланом, и Кеннет. Макдорманды были очень религиозны, будущая актриса в детстве искренне разделяла их взгляды и каждое лето посещала христианские детские лагеря, однако после переезда из родительского дома её религиозность угасла.
Расти в семье священника было непросто. Все обращают внимание на то, хорошо или плохо ты себя ведёшь. Я была примерной, пока не уехала в колледж, а вот там начала нарушать правила.
Так как отец Макдорманд работал в области восстановления общин своей церкви, семья часто переезжала. Макдорманды успели пожить в нескольких небольших городах в Иллинойсе, Джорджии, Кентукки и Теннесси, пока не остановилась в Монессене, Пенсильвания, где Макдорманд ходила в местную школу. Из-за частых переездов ей было трудно завести друзей, к тому же в детстве она носила очки и имела лишний вес. Сама Макдорманд описывает себя-подростка как «полноватого гика» (англ. «chubby geek»). Впервые будущая актриса появилась на сцене по приглашению учительницы английского. Она обратила внимание на то, что девочке нравятся представленные в школьной программе отрывки из Шекспира, и предложила продолжить чтение после уроков. Эта же учительница отвечала за постановку ежегодных пьес, куда и приглашала Макдорманд, которую, однако, такой актёрский опыт разочаровал, во многом из-за невозможности получить хорошую роль: «Это были обычные тупые пьесы для старшеклассников. Такие, где есть роль для самой популярной девочки, для самого популярного мальчика, потом для друзей популярных девочки и мальчика и лишь потом для нердов».
В 1975 году Макдорманд окончила школу, в 1979 году получила степень бакалавра искусств в Бетани-колледж в Западной Виргинии, после чего по совету одного из преподавателей поступила в драматическую школу Йельского университета, получив в 1982 году степень магистра. Соседкой Макдорманд по комнате во время обучения в Йеле была Холли Хантер, позже тоже ставшая известной актрисой и подругой Макдорманд. Вместе они переехали в Нью-Йорк и снимали жильё в Бруклине.

## Карьера

### Дебютные роли. Первая номинация на «Оскар»
Первой профессиональной актёрской работой Макдорманд была игра в пьесе, поставленной в Тринидаде и Тобаго Дереком Уолкоттом. На постановку он выделил собственные деньги, использовав некоторую сумму из полученного им гранта фонда Макартуров. В пьесе были задействованы местные актёры и двое американцев, включая Макдорманд. Несмотря на невысокий интерес зрителей («иногда мы отменяли представления, так как на них никто не приходил»), работа с Уолкоттом, являющимся одновременно и поэтом, и драматургом, послужила хорошим опытом для начинающей актрисы.

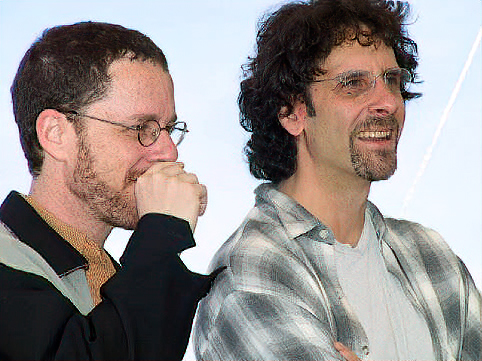
Братья Коэны сняли Фрэнсис Макдорманд в 6 своих фильмах

После переезда в Нью-Йорк Фрэнсис работала кассиром в ресторане, играла в малоизвестных пьесах и несколько раз снялась в рекламе пива, чтобы оплатить аренду квартиры. В 1984 году актриса пришла на пробы для фильма «Просто кровь», первые для неё в большом кино. Это был дебютный фильм тогда ещё малоизвестных братьев Коэнов. На пробы Макдорманд попала случайно, по совету её подруги Холли Хантер, которая также проходила эти прослушивания, но получила другую роль, в театральной пьесе. Фильм показался Фрэнсис «диким», «непонятым» и мог, по её мнению, стать «главным конфузом в её карьере», но был хорошо встречен критикой, положив начало карьере и Коэнов, и Макдорманд. Завязавшиеся между актрисой и Джоэлом Коэном отношения переросли в продолжительный брак и творческое сотрудничество.
Год спустя Макдорманд сыграла в 6 эпизодах популярного сериала «Блюз Хилл-стрит», а в 1987 году появилась в небольшой роли во втором фильме Коэнов «Воспитывая Аризону». Прорывом для актрисы стал 1988 год. За роль Стеллы Ковальски в пьесе «Трамвай „Желание“» она была номинирована на премию «Тони», уступив Джоан Аллен. Ещё большего успеха Фрэнсис добилась в большом кино, сыграв подвергающуюся домашнему насилию со стороны мужа южанку, не разделяющую расистских взглядов окружающих, в фильме «Миссисипи в огне». Основанный на реальных событиях фильм Алана Паркера с Джином Хэкменом и Уиллемом Дефо в главных ролях получил 6 номинаций на «Оскар» и признание критиков, несмотря на обвинения в искажении исторических фактов. Свою первую номинацию за лучшую женскую роль второго плана получила и Макдорманд, но статуэтка досталась Джине Дэвис.

### «Фарго»
В следующие восемь лет Макдорманд редко снималась в больших фильмах и главных ролях, среди наиболее примечательных работ за тот период — американская правозащитница в фильме «За завесой секретности», подруга главного героя в «Человеке тьмы» и роль в фильме Роберта Олтмена «Короткие истории». Трёхчасовой фильм с необычной структурой повествования разделил «Золотого льва» 50-го Венецианского кинофестиваля с картиной Кшиштофа Кесьлёвского «Три цвета: Синий» и получил специальный «Золотой глобус» за актёрский состав, называемый одним из лучших в истории.
В 1995 году братья Коэны начали готовить проект своего нового фильма. Действие должно было происходить в декорациях родной для них Миннесоты. Главная роль в фильме изначально писалась для Макдорманд, которая давно не играла у них больших ролей, хотя так или иначе присутствовала почти во всех фильмах. В случае отказа актрисы режиссёры отменили бы проект. Фрэнсис была удивлена, когда они протянули ей копию сценария и сказали: «Вот, пожалуйста. Вот и Мардж». Позже она шутила: «Это было впервые за 12 лет, что я спала с режиссёром, и получила роль без вопросов». На заданный самой Макдорманд вопрос о том, почему именно она была выбрана на роль, Итан Коэн ответил: «Сложно сказать. Потому что образ героя сочиняется под какого-то актёра не из-за внешнего сходства. Это как будто у тебя есть шкаф с костюмами, и ты точно знаешь, какому актёру они придутся впору». На другие роли были приглашены Уильям Мэйси, Стив Бушеми и Петер Стормаре.
Фильм «Фарго» вышел в марте 1996 года и сразу получил высочайшие отзывы критиков. Видный американский кинокритик Роджер Эберт назвал «Фарго» «одним из лучших фильмов, что он видел» и сказал, что «из-за фильмов вроде „Фарго“ он и любит кинематограф». Действие картины рассказывает о том, как беременная офицер полиции Мардж Гандерсон, сыгранная Макдорманд, постепенно раскрывает аферу с похищением, приводящую к многочисленным убийствам. Запоминающийся персонаж и высококлассная актёрская игра стали украшением фильма.

Мардж Гандерсон — один из немногих персонажей, чьи имена остаются у нас в памяти. Как Трэвис Бикл, Тони Манеро, HAL 9000, Фред С. Доббс. Шеф полиции, она мучается приступами тошноты, ест любой фастфуд, до которого может добраться, и говорит с миннесотским акцентом. При этом она прирождённый офицер полиции, на месте преступления она правильно и быстро восстанавливает картину случившегося, не упуская мелочей, чего не удаётся её напарнику-мужчине.— Роджер Эберт
Журнал Empire поставил Мардж Гандерсон на 75-е место в списке 100 величайших киногероев, а игру Макдорманд назвал «лучшей в карьере».

Мардж выглядит как один из милейших копов, что вы когда-либо встречали. Но не позволяйте себя обдурить — она не деревенщина из маленького городка и не позволит последней стадии беременности помешать ей раскрыть дело о вымогательстве/похищении с парочкой жутких убийств.— Empire
Для подготовки к роли Макдорманд не изучала поведение женщин-полицейских и решила довериться собственным инстинктам. Как и другим актёрам, ей пришлось научиться миннесотскому акценту, ставшему визитной карточкой фильма. Для имитации беременности на протяжении всего времени съёмок она носила накладные живот и грудь.
За роль Мардж Гандерсон Макдорманд получила номинации почти на все основные кинонаграды. Актриса уступила премию BAFTA Бренде Блетин и комедийный «Золотой глобус» Мадонне, однако получила премии «Спутник», «Независимый дух» и стала лучшей актрисой по мнению Гильдии киноактёров. Она также получила свою вторую номинацию на «Оскар» (впервые за главную роль) и 24 марта 1997 года получила статуэтку.
Помимо «Фарго», в 1996 году вышли ещё 3 успешных фильма с участием актрисы. Роль в телевизионной драме Showtime «Скрыто в Америке» принесла ей номинацию на «Эмми» за лучшую роль второго плана. Макдорманд также появилась в хорошо принятом критиками вестерне «Звезда шерифа» и сыграла роль психолога Молли Эррингтон в имевшем кассовый успех триллере «Первобытный страх» с Ричардом Гиром, Лорой Линни и дебютировавшим в большом кино Эдвардом Нортоном.

### После получения «Оскара»
После успешного 1996 года Макдорманд не появлялась в запоминающихся ролях вплоть до выхода в 2000 году фильма Кэмерона Кроу «Почти знаменит». Основанная на воспоминаниях самого Кроу, картина рассказывает о подростке, мечтающем стать музыкальным критиком, который случайно становится журналистом Rolling Stone и отправляется в турне с рок-группой Stillwater. Макдорманд предстала в роли Элейн, матери главного героя, профессора колледжа, строгой и чересчур заботливой женщины, которая, поссорившись с дочерью, не желает потерять в порочном мире рок-музыки ещё и сына. Фильм заслужил высокие оценки критиков, в частности Роджер Эберт и Питер Трэверс признали «Почти знаменит» лучшим фильмом года, а киноакадемия присудила «Оскар» за лучший оригинальный сценарий. Макдорманд, чья Элейн по мнению Трэверса получилась «невероятно забавной», впервые после «Фарго» получила номинации на все основные премии, причём в большинстве из них ей пришлось соперничать с Кейт Хадсон, также снявшейся в «Почти знаменит» и получившей хорошую критику. Именно Хадсон получила «Золотой глобус», а в борьбе за «Оскар» обе актрисы уступили Марше Гей Харден. Помимо этого, Фрэнсис получила номинации на премию BAFTA, «Спутник» и премию Гильдии киноактёров.
Позже в 2000 году вышел фильм «Вундеркинды», в котором Фрэнсис сыграла декана Сару Гаскелл. Картина, главную роль в которой исполнил Майкл Дуглас, была хорошо принята критиками, но провалилась в прокате. Год спустя актриса сыграла в фильме Коэнов, снявшись у братьев впервые после «Фарго». Чёрно-белый неонуар «Человек, которого не было» рассказывает о молчаливом парикмахере Эде Крейне (Билли Боб Торнтон), задумавшем несложную аферу, которая, однако, вышла из-под контроля и закончилась несколькими убийствами. Макдорманд играет жену главного героя, неудовлетворённую браком, имеющую проблемы с алкоголем женщину, изменяющую своему мужу с начальником, а позже по ошибке попадающей в тюрьму. В рецензии The Guardian игру актрисы назвали «второй веской причиной для просмотра фильма» (после операторской работы Роджера Дикинса). Сама Фрэнсис была рада возможности сняться в чёрно-белой ленте и считает это одним из главных своих достижений. Картина получила традиционную для Коэнов высокую оценку критиков, хотя и не входит в число лучших работ братьев.
В 2002 году вышли два фильма с участием актрисы. В драме «Последнее дело Ламарки» она предстаёт в роли подруги главного героя, сыгранного Робертом Де Ниро, сделав «шаблонного женского персонажа из кино про полицейского важной частью фильма». Другой картиной стала драма молодого режиссёра Лизы Холоденко «Лорел Каньон». Джейн, персонаж Макдорманд — успешный музыкальный продюсер, живущая развязной жизнью без обязательств, невзирая на наличие взрослого сына, не одобряющего её поведения. Несмотря на посредственные отзывы («Холоденко с лёгкостью скатывается от высокого искусства животворящей сатиры на калифорнийскую жизнь почти к „мыльнооперной“ стихии — в духе „Санта-Барбары“»), созданный Фрэнсис персонаж «затмевает недостатки фильма». Критик Джеймс Берардинелли отметил её игру как единственный положительный момент неудачной, в целом, картины. За роль Джейн актриса получила номинацию на премию «Независимый дух», но уступила награду Шохре Агдашлу. Год спустя на экраны вышла коммерчески успешная романтическая комедия «Любовь по правилам и без» с Макдорманд в роли сестры главной героини (сыгранной Дайан Китон). В 2004 году актриса стала председателем жюри 54-го Берлинского кинофестиваля. Главный приз был вручён ленте об эмигрировавших в Германию турках «Головой о стену».

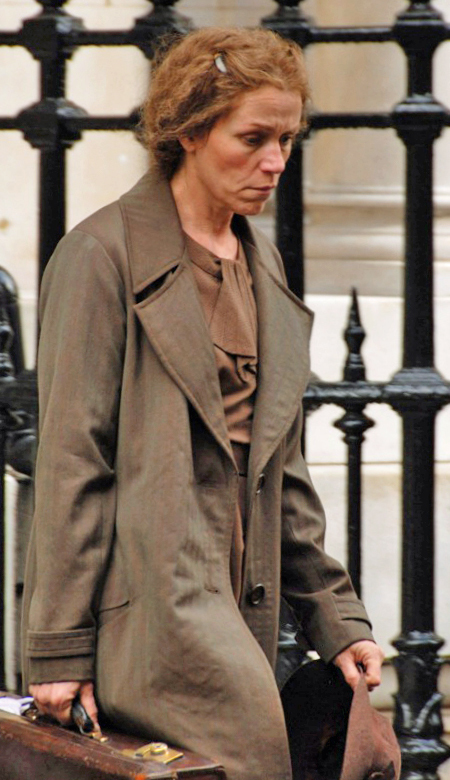
Фрэнсис Макдорманд на съёмках фильма «Мисс Петтигрю живёт одним днём» в 2008 году

Следующим важным фильмом в карьере Макдорманд стала «Северная страна», «старомодный либеральный слезоточивый фильм о правде и правосудии», драма о первом коллективном иске с обвинением в сексуальном домогательстве с Шарлиз Терон в главной роли. Фрэнсис играет подругу главной героини, опытного шахтёра, больную неизлечимым заболеванием. По мнению Роджера Эберта, две эти женщины (и сами актрисы, и сыгранные ими персонажи) дополняют друг друга: «Вместе они могут достигнуть чего угодно и наблюдать за этим — большое удовольствие». За роль в «Северной стране» Макдорманд и Терон получили номинации на все основные премии (Терон — за главную роль, Макдорманд — за роль второго плана), включая «Оскар», но ни та, ни другая не сумели победить ни в одной из них. В том же году эти актрисы вновь вместе появились в одном фильме — провальном фантастическом блокбастере «Эон Флакс».
За следующие 6 лет вышли только три фильма с участием актрисы. В 2006 году — трагикомедия «Друзья с деньгами», которая принесла ей номинацию на премию «Независимый дух» за лучшую роль второго плана, а в 2008-м — «Мисс Петтигрю живёт одним днём», где Фрэнсис исполняет главную роль неудачливой гувернантки, которая после череды увольнений становится горничной, а затем и личным секретарём молодой актрисы, и очередной проект братьев Коэнов «После прочтения сжечь». Макдорманд и Брэд Питт играют работников спортзала, принявших забытый диск с личной информацией агента ЦРУ за секретные данные и пытаясь на этом заработать. «Не лучший из фильмов Коэнов», он, однако, принёс Макдорманд вторую номинацию на комедийный «Золотой глобус». Актриса также появилась в роли приглашённой звезды в эпизоде «Girls Just Want to Have Sums» мультсериала «Симпсоны», озвучив феминистку-директора школы, разделившую её на классы по половому признаку. В 2012 году Макдорманд вновь приняла участие в озвучке мультфильма, на этот раз полнометражного, «Мадагаскар 3». Перед этим у неё были роли в необычно высокобюджетном для актрисы блокбастере «Трансформеры 3: Тёмная сторона Луны» и фильме Паоло Соррентино «Где бы ты ни был».
В 2008 году состоялось возвращение актрисы на «Бродвей». Её первая после возвращения роль в обновлённой версии «Деревенской девушки» принесла номинацию на премию «Драма Деск», а в 2011 году Макдорманд получила свою первую театральную награду — «Тони» за главную роль в пьесе Дэвида Линдси-Эбера «Хорошие люди». «Это большая удача, что нам предоставился случай помочь Дэвиду в реализации его новой пьесы. Мы верим, что это новая американская классика» — сказала она на церемонии вручения наград.
Макдорманд приняла участие в съёмках 7-го полнометражного фильма Уэса Андерсона «Королевство полной луны», вышедшего в 2012 году. Она стала частью впечатляющего актёрского состава, в который также вошли Брюс Уиллис, Эдвард Нортон, Билл Мюррей и Тильда Суинтон. Фильм получил хорошие отзывы и был успешен в прокате. Вторым фильмом Фрэнсис, вышедшим в 2012 году, стала драма Гаса Ван Сента «Страна обетованная», снятая по сценарию Мэтта Деймона и Джона Красински. Картина получила смешанные отзывы.

## Оценки творчества
Видный критик Роджер Эберт заявлял, что «не понимает, как Макдорманд удаётся создавать своих персонажей», и что с момента, как он впервые обратил на неё внимание в «Миссисипи в огне», «она каждый раз показывает уникальную способность удачно исполнять любую из своих ролей. Почти всегда она воплощает непосредственных, настоящих, живых персонажей», при этом отметив то, с какой лёгкостью у неё получаются абсолютно разные героини.
Контрастность наиболее примечательных ролей в карьере Макдорманд проявляется на примере фильмов «Почти знаменит» и «Лорел Каньон». В обоих случаях актриса играет незамужнюю мать-одиночку средних лет. Но если в «Почти знаменит» это Элейн, заботливая строгая женщина, живущая ради своих детей и пытающаяся уберечь их от опрометчивых поступков, то в «Каньоне» её Джейн свободна, раскрепощена, ведёт разгульную жизнь и не обращает внимания на отношение к этому её сына. Классической сценой с участием Элейн считается телефонный разговор, где она просит гитариста рок-группы, о которой пишет её сын, вернуть его домой невредимым. Джейн же раскрывается в обнажённой сцене в бассейне (первой в карьере Макдорманд, в которой она сама очень хотела сняться), где «мы наблюдаем рождение Венеры».
Особенностью работ Макдорманд также является создание персонажей из разных частей США. Так, в «Миссисипи в огне» она — «забитая южанка», а в «Фарго» — уроженка Миннесоты с характерным акцентом.

После фильма «Просто кровь» все стали думать, что я из Техаса. После фильма «Миссисипи в огне» все стали думать, что я необразованная деревенщина из Миссисипи. А после «Фарго» все стали думать, что я беременная блондинка из Миннесоты.— Фрэнсис Макдорманд
Лучшей ролью Макдорманд считается Мардж Гандерсон из «Фарго». На вопрос репортёра о том, что нового добавила актриса в образ её персонажа, Итан Коэн, один из режиссёров картины, ответил: «Всё. В действительности, ведь это не мы с Джоэлом создаём реальный характер героя». Благодаря совету Макдорманд появилась и известная сцена с приступом у Мардж утренней тошноты на месте преступления («её должно тошнить, потому что всех беременных по утрам тошнит»). По мнению Rolling Stone, вручение «Оскара» Фрэнсис в 1997 году — один из тех случаев, когда киноакадемия не ошиблась с выбором победителя, а Шон Дулиттл из The Cornell Daily Sun в рецензии к сериалу «Фарго» отметил, что ему определённо не хватает Макдорманд в роли Мардж, чья игра — «лучшее, из того что было в оригинальном фильме», а персонаж — «одна из самых „свежих“ героинь в современном кино».

## Личная жизнь
С 1984 года Макдорманд замужем за сценаристом и режиссёром Джоэлом Коэном. Они познакомились на первых пробах актрисы в большом кино, фильме «Просто кровь», ставшим также дебютной работой Джоэла. К моменту выхода фильма в прокат они уже были женаты.

Я помню, что вошла в комнату, Джоэл и Итан сидели на диване, а перед ними стояла пепельница с горой пепла и зарытыми в эту гору окурками. И я подумала: «Какие странные, нелепые придурки — наверное, интеллектуалы».— Фрэнсис Макдорманд
 В 1994 году пара усыновила шестимесячного мальчика из Парагвая, Педро Макдорманда Коэна. Из уважения к культуре родины сына Фрэнсис брала уроки испанского языка. Став матерью, она признала, что теперь по-другому относится к фильмам с частыми сценами насилия и не позволит Педро смотреть работы его отца, пока он не достигнет хотя бы подросткового возраста. Семья живёт в Нью-Йорке, в Манхэттене.
В интервью журналу High Times Макдорманд призналась, что иногда курит марихуану в рекреационных целях, но это не является значимой частью её жизни. Актриса без энтузиазма относится к идее легализации марихуаны, но считает правильным её использование в медицинских целях.

## Фильмография
| Год       |     | Русское название                         | Оригинальное название                     | Роль                   |
| --------- | --- | ---------------------------------------- | ----------------------------------------- | ---------------------- |
| 1984      | ф   | Просто кровь                             | Blood Simple                              | Эбби                   |
| 1985      | ф   | Волна преступности                       | Crimewave                                 | няня                   |
| 1985      | с   | Охотник                                  | Hunter                                    | Нина Слоан             |
| 1985      | с   | Блюз Хилл-стрит                          | Hill Street Blues                         | Конни Чэпмен           |
| 1986      | с   | Спенсер                                  | Spenser: For Hire                         | Мэри                   |
| 1986      | с   | Сумеречная зона                          | The Twilight Zone                         | Аманда Стриклэнд       |
| 1987      | ф   | Воспитывая Аризону                       | Raising Arizona                           | Дот                    |
| 1987      | с   | Работа ног                               | Leg Work                                  | Вилли Пайпал           |
| 1988      | ф   | Миссисипи в огне                         | Mississippi Burning                       | Миссис Пелл            |
| 1989      | ф   | Чаттахучи                                | Chattahoochee                             | Мей Фоули              |
| 1990      | ф   | Человек тьмы                             | Darkman                                   | Джули Хастингс         |
| 1990      | ф   | Перекрёсток Миллера                      | Miller’s Crossing                         | секретарша мэра        |
| 1990      | ф   | За завесой секретности                   | Hidden Agenda                             | Ингрид Яснер           |
| 1991      | ф   | Жена мясника                             | The Butcher’s Wife                        | Грейс                  |
| 1992      | ф   | Похороны Джека                           | Passed Away                               | Нора Скэнлан           |
| 1993      | ф   | Короткие истории                         | Short Cuts                                | Бетти Уизерс           |
| 1994      | ф   | Кровоточащие сердца                      | Bleeding Hearts                           | женщина с телевидения  |
| 1995      | ф   | Город хулиганов                          | Palookaville                              | Джун                   |
| 1995      | ф   | Вдали от Рангуна                         | Beyond Rangoon                            | Энди Бауман            |
| 1995      | тф  | Хорошие старые парни                     | The Good Old Boys                         | Эва Колоуэй            |
| 1996      | ф   | Фарго                                    | Fargo                                     | Мардж Гандерсон        |
| 1996      | ф   | Звезда шерифа                            | Lone Star                                 | Банни                  |
| 1996      | ф   | Первобытный страх                        | Primal Fear                               | доктор Молли Аррингтон |
| 1996      | тф  | Скрыто в Америке                         | Hidden in America                         | Гас                    |
| 1997      | ф   | Дорога в рай                             | Paradise Road                             | доктор Верстак         |
| 1998      | ф   | Джонни Стервятник                        | Johnny Skidmarks                          | Элис                   |
| 1998      | ф   | Мадлен                                   | Madeline                                  | мисс Клавель           |
| 1998      | ф   | Разговор ангелов                         | Talk of Angels                            | Конлон                 |
| 2000      | ф   | Вундеркинды                              | Wonder Boys                               | Сара Гаскелл           |
| 2000      | ф   | Почти знаменит                           | Almost Famous                             | Элейн Миллер           |
| 2001      | ф   | Человек, которого не было                | The Man Who Wasn't There                  | Дорис Крейн            |
| 2001—2002 | с   | Состояние благодати                      | State of Grace                            | взрослая Ханна         |
| 2002      | ф   | Лорел Каньон                             | Laurel Canyon                             | Джейн                  |
| 2002      | ф   | Последнее дело Ламарки                   | City by the Sea                           | Мишель                 |
| 2003      | ф   | Любовь по правилам и без                 | Something's Gotta Give                    | Зои Бэрри              |
| 2005      | ф   | Эон Флакс                                | Aeon Flux                                 | Хэндлер                |
| 2005      | ф   | Северная страна                          | North Country                             | Глори                  |
| 2006      | ф   | Положись на друзей                       | Friends with Money                        | Джейн                  |
| 2006      | мс  | Симпсоны                                 | The Simpsons                              | Мелани Апфут           |
| 2008      | ф   | Мисс Петтигрю живёт одним днём           | Miss Pettigrew Lives for a Day            | Мисс Петтигрю          |
| 2008      | ф   | После прочтения сжечь                    | Burn after reading                        | Линда Литске           |
| 2011      | ф   | Где бы ты ни был                         | This Must Be the Place                    | Джейн                  |
| 2011      | ф   | Трансформеры 3: Тёмная сторона Луны      | Transformers: Dark of the Moon            | Шарлотта Миринг        |
| 2012      | ф   | Королевство полной луны                  | Moonrise Kingdom                          | Лаура Бишоп            |
| 2012      | мф  | Мадагаскар 3                             | Madagascar 3                              | Капитан Шантель Дюбуа  |
| 2012      | ф   | Страна обетованная                       | Promised Land                             | Сью Томасон            |
| 2014      | мтф | Что знает Оливия?                        | Olive Kitteridge                          | Оливия Киттеридж       |
| 2015      | мф  | Хороший динозавр                         | The Good Dinosaur                         | Мама Ида               |
| 2016      | ф   | Да здравствует Цезарь!                   | Hail, Caesar!                             | Сиси Кэлхоун           |
| 2017      | ф   | Три билборда на границе Эббинга, Миссури | Three Billboards Outside Ebbing, Missouri | Милдред Хейз           |
| 2018      | мф  | Остров собак                             | Isle of Dogs                              | Переводчица Нельсон    |
| 2019      | с   | Благие знамения                          | Good Omens                                | Бог                    |
| 2020      | ф   | Земля кочевников                         | Nomadland                                 | Ферн                   |
| 2021      | ф   | Французский вестник                      | The French Dispatch                       | Люсинда Крементц       |
| 2021      | ф   | Макбет                                   | The Tragedy of Macbeth                    | леди Макбет            |
| 2022      | ф   | Говорят женщины                          | Women Talking                             | Скарфейс Янц           |

## Роли в театре
| Год  | Название            | Роль             |
| ---- | ------------------- | ---------------- |
| 1984 | Проснись и пой!     | Хенни Бергер     |
| 1988 | Трамвай «Желание»   | Стелла Ковальски |
| 2008 | Деревенская девушка | Джорджи Элгин    |
| 2011 | Хорошие люди        | Маргарет         |

## Продюсер
- 2014 — «Что знает Оливия?»
- 2014 — «Каждая секретная вещь»
- 2020 — «Земля кочевников» (Премии «Оскар», BAFTA и «Золотой глобус»)

## Награды и номинации
Полный список наград и номинаций на сайте IMDb.com.
| Награды и номинации                  | Награды и номинации | Награды и номинации                                         | Награды и номинации                      | Награды и номинации |
| Награда                              | Год                 | Категория                                                   | Работа                                   | Результат           |
| ------------------------------------ | ------------------- | ----------------------------------------------------------- | ---------------------------------------- | ------------------- |
| Оскар                                | 1989                | Лучшая женская роль второго плана                           | Миссисипи в огне                         | Номинация           |
| Оскар                                | 1997                | Лучшая женская роль                                         | Фарго                                    | Победа              |
| Оскар                                | 2001                | Лучшая женская роль второго плана                           | Почти знаменит                           | Номинация           |
| Оскар                                | 2006                | Лучшая женская роль второго плана                           | Северная страна                          | Номинация           |
| Оскар                                | 2018                | Лучшая женская роль                                         | Три билборда на границе Эббинга, Миссури | Победа              |
| Оскар                                | 2021                | Лучшая женская роль                                         | Земля кочевников                         | Победа              |
| Оскар                                | 2021                | Лучший фильм                                                | Земля кочевников                         | Победа              |
| BAFTA                                | 1997                | Лучшая женская роль                                         | Фарго                                    | Номинация           |
| BAFTA                                | 2001                | Лучшая женская роль второго плана                           | Почти знаменит                           | Номинация           |
| BAFTA                                | 2006                | Лучшая женская роль второго плана                           | Северная страна                          | Номинация           |
| BAFTA                                | 2018                | Лучшая женская роль                                         | Три билборда на границе Эббинга, Миссури | Победа              |
| BAFTA                                | 2021                | Лучшая женская роль                                         | Земля кочевников                         | Победа              |
| BAFTA                                | 2021                | Лучший фильм                                                | Земля кочевников                         | Победа              |
| Золотой глобус                       | 1994                | Специальная награда актёрскому ансамблю                     | Короткие истории                         | Победа              |
| Золотой глобус                       | 1997                | Лучшая женская роль — комедия или мюзикл                    | Фарго                                    | Номинация           |
| Золотой глобус                       | 2001                | Лучшая женская роль второго плана                           | Почти знаменит                           | Номинация           |
| Золотой глобус                       | 2006                | Лучшая женская роль второго плана                           | Северная страна                          | Номинация           |
| Золотой глобус                       | 2009                | Лучшая женская роль — комедия или мюзикл                    | После прочтения сжечь                    | Номинация           |
| Золотой глобус                       | 2015                | Лучшая женская роль — мини-сериал или телефильм             | Что знает Оливия?                        | Номинация           |
| Золотой глобус                       | 2015                | Лучший мини-сериал или телефильм                            | Что знает Оливия?                        | Номинация           |
| Золотой глобус                       | 2018                | Лучшая женская роль — драма                                 | Три билборда на границе Эббинга, Миссури | Победа              |
| Золотой глобус                       | 2021                | Лучшая женская роль — драма                                 | Земля кочевников                         | Номинация           |
| Золотой глобус                       | 2021                | Лучший фильм — драма                                        | Земля кочевников                         | Победа              |
| Спутник                              | 1997                | Лучшая женская роль — драма                                 | Фарго                                    | Победа              |
| Спутник                              | 2001                | Лучшая женская роль второго плана                           | Почти знаменит                           | Номинация           |
| Спутник                              | 2005                | Лучшая женская роль второго плана                           | Северная страна                          | Номинация           |
| Спутник                              | 2015                | Лучшая женская роль — мини-сериал или телефильм             | Что знает Оливия?                        | Победа              |
| Спутник                              | 2015                | Лучший мини-сериал или телефильм                            | Что знает Оливия?                        | Победа              |
| Спутник                              | 2018                | Лучшая женская роль — драма                                 | Три билборда на границе Эббинга, Миссури | Номинация           |
| Спутник                              | 2021                | Лучшая женская роль — драма                                 | Земля кочевников                         | Победа              |
| Спутник                              | 2021                | Лучший фильм — драма                                        | Земля кочевников                         | Победа              |
| Премия Гильдии киноактёров США       | 1997                | Лучшая женская роль                                         | Фарго                                    | Победа              |
| Премия Гильдии киноактёров США       | 2001                | Лучшая женская роль второго плана                           | Почти знаменит                           | Номинация           |
| Премия Гильдии киноактёров США       | 2001                | Лучший актёрский состав в игровом кино                      | Почти знаменит                           | Номинация           |
| Премия Гильдии киноактёров США       | 2006                | Лучшая женская роль второго плана                           | Северная страна                          | Номинация           |
| Премия Гильдии киноактёров США       | 2015                | Лучшая женская роль в телефильме или мини-сериале           | Что знает Оливия?                        | Победа              |
| Премия Гильдии киноактёров США       | 2018                | Лучшая женская роль                                         | Три билборда на границе Эббинга, Миссури | Победа              |
| Премия Гильдии киноактёров США       | 2018                | Лучший актёрский состав в игровом кино                      | Три билборда на границе Эббинга, Миссури | Победа              |
| Премия Гильдии киноактёров США       | 2021                | Лучшая женская роль                                         | Земля кочевников                         | Номинация           |
| Независимый дух                      | 1997                | Лучшая женская роль                                         | Фарго                                    | Победа              |
| Независимый дух                      | 2004                | Лучшая женская роль второго плана                           | Лорел Каньон                             | Номинация           |
| Независимый дух                      | 2007                | Лучшая женская роль второго плана                           | Друзья с деньгами                        | Победа              |
| Независимый дух                      | 2018                | Лучшая женская роль                                         | Три билборда на границе Эббинга, Миссури | Победа              |
| Независимый дух                      | 2021                | Лучшая женская роль                                         | Земля кочевников                         | Номинация           |
| Независимый дух                      | 2021                | Лучший фильм                                                | Земля кочевников                         | Победа              |
| Прайм-таймовая премия «Эмми»         | 1997                | Лучшая женская роль второго плана в мини-сериале или фильме | Скрыто в Америке                         | Номинация           |
| Прайм-таймовая премия «Эмми»         | 2015                | Лучшая женская роль в мини-сериале или фильме               | Что знает Оливия?                        | Победа              |
| Прайм-таймовая премия «Эмми»         | 2015                | Лучший мини-сериал                                          | Что знает Оливия?                        | Победа              |
| Тони                                 | 1988                | Лучшая женская роль в пьесе                                 | Трамвай «Желание»                        | Номинация           |
| Тони                                 | 2011                | Лучшая женская роль в пьесе                                 | Хорошие люди                             | Победа              |
| Драма Деск                           | 1988                | Лучшая женская роль в пьесе                                 | Трамвай «Желание»                        | Номинация           |
| Драма Деск                           | 2008                | Лучшая женская роль в пьесе                                 | Деревенская девушка                      | Номинация           |
| Драма Деск                           | 2011                | Лучшая женская роль в пьесе                                 | Хорошие люди                             | Победа              |
| AACTA Awards                         | 2018                | Лучшая международная киноактриса                            | Три билборда на границе Эббинга, Миссури | Номинация           |
| AACTA Awards                         | 2021                | Лучшая международная киноактриса                            | Земля кочевников                         | Номинация           |
| Готэм                                | 2012                | Лучший актёрский ансамбль                                   | Королевство полной луны                  | Номинация           |
| Готэм                                | 2020                | Лучшая актриса                                              | Земля кочевников                         | Номинация           |
| Готэм                                | 2020                | Лучший фильм                                                | Земля кочевников                         | Победа              |
| Сатурн                               | 1997                | Лучшая киноактриса                                          | Фарго                                    | Номинация           |
| Сатурн                               | 2002                | Лучшая киноактриса                                          | Человек, которого не было                | Номинация           |
| Сатурн                               | 2018                | Лучшая киноактриса                                          | Три билборда на границе Эббинга, Миссури | Номинация           |
| Премия британского независимого кино | 2018                | Лучшая актриса                                              | Три билборда на границе Эббинга, Миссури | Номинация           |
| Империя                              | 1997                | Лучшая женская роль                                         | Фарго                                    | Победа              |
| Империя                              | 2018                | Лучшая женская роль                                         | Три билборда на границе Эббинга, Миссури | Номинация           |
| Общество кинокритиков Детройта       | 2018                | Лучшая актриса                                              | Три билборда на границе Эббинга, Миссури | Победа              |
| Общество кинокритиков Детройта       | 2020                | Лучшая актриса                                              | Земля кочевников                         | Победа              |
| Общество кинокритиков Детройта       | 2020                | Лучший фильм                                                | Земля кочевников                         | Победа              |
| Ассоциация кинокритиков Чикаго       | 1989                | Лучшая актриса второго плана                                | Миссисипи в огне                         | Победа              |
| Ассоциация кинокритиков Чикаго       | 1997                | Лучшая актриса                                              | Фарго                                    | Победа              |
| Ассоциация кинокритиков Чикаго       | 2001                | Лучшая актриса второго плана                                | Почти знаменит                           | Победа              |
| Ассоциация кинокритиков Чикаго       | 2018                | Лучшая актриса                                              | Три билборда на границе Эббинга, Миссури | Номинация           |
| Ассоциация кинокритиков Чикаго       | 2021                | Лучшая актриса                                              | Земля кочевников                         | Победа              |
| Выбор телевизионных критиков         | 2015                | Лучшая женская роль в фильме или мини-сериале               | Что знает Оливия?                        | Победа              |
| Лондонский кружок кинокритиков       | 1997                | Актриса года                                                | Фарго                                    | Победа              |
| Лондонский кружок кинокритиков       | 2018                | Актриса года                                                | Три билборда на границе Эббинга, Миссури | Победа              |
| Лондонский кружок кинокритиков       | 2021                | Актриса года                                                | Земля кочевников                         | Победа              |
| Национальных совет кинокритиков      | 1989                | Лучшая актриса                                              | Миссисипи в огне                         | Победа              |
| Национальных совет кинокритиков      | 1997                | Лучшая актриса                                              | Фарго                                    | Победа              |
| Венецианский кинофестиваль           | 1993                | Кубок Вольпи за лучший актёрский ансамбль                   | Короткие истории                         | Победа              |
| Венецианский кинофестиваль           | 2014                | Почётная награда                                            | н/д                                      | Победа              |